# Rachovia maculipinnis
Rachovia maculipinnis es un pez de la familia de los rivulinos en el orden de los ciprinodontiformes.

## Morfología
El macho puede alcanzar los 6 cm de longitud total.

## Distribución geográfica
Se encuentran en Sudamérica: Colombia y Venezuela.